# Gouvernorat (Tunisie)
Cet article concerne les gouvernorats tunisiens. Pour les autres gouvernorats nationaux, voir Gouvernorat.

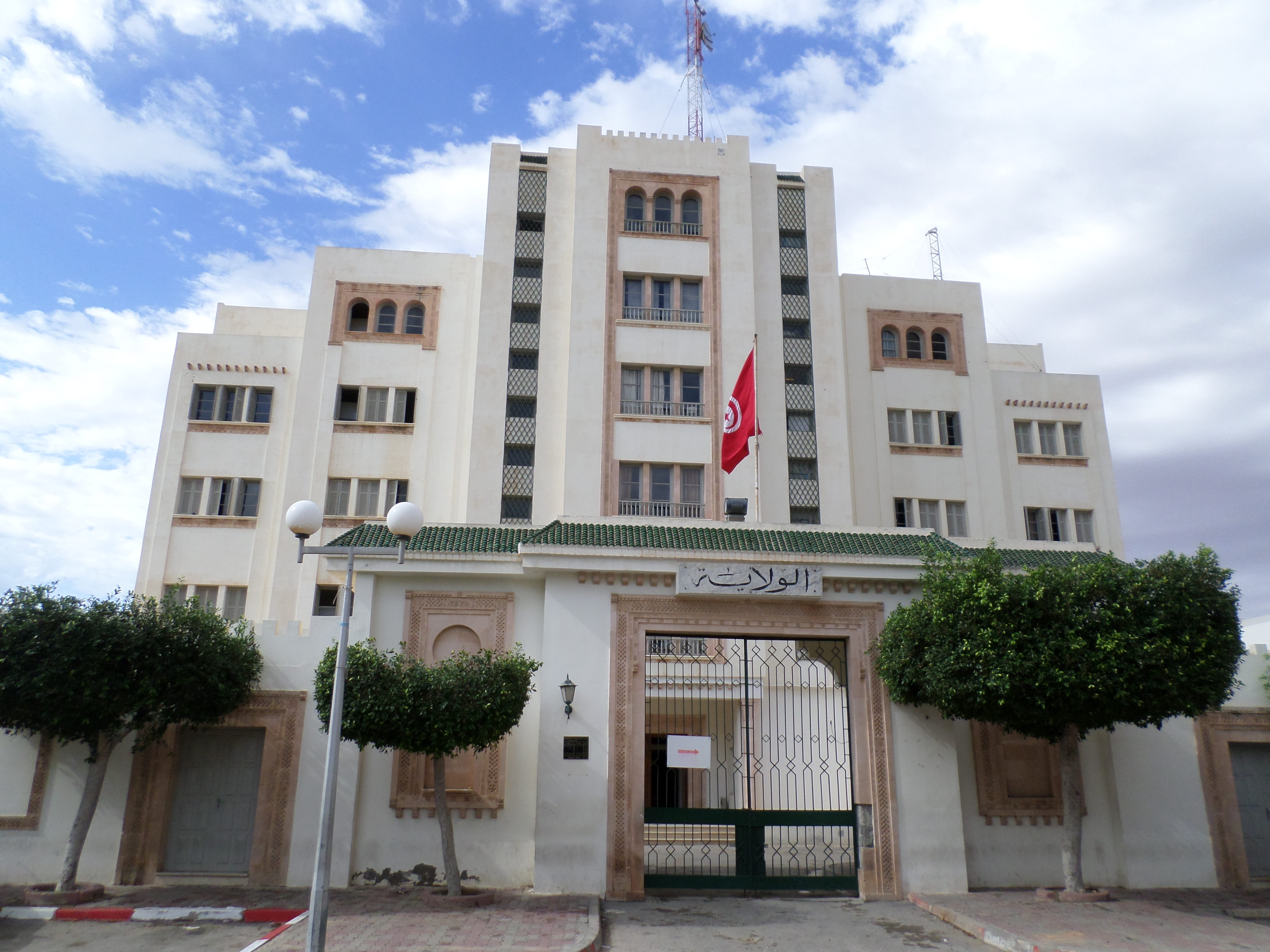
Exemple de siège de gouvernorat : Sfax.

Le gouvernorat (arabe : ولاية, wilāya) est une collectivité territoriale de Tunisie, division administrative déconcentrée de l'État, à la tête desquelles on trouve des gouverneurs, dépositaires de l’autorité de l'État, nommés par le président de la République sur proposition du ministre de l'Intérieur.
Les gouvernorats de Tunisie sont codifiés suivant la norme ISO 3166-2, dans la catégorie ISO 3166-2:TN.

## Profil
Les 24 gouvernorats actuels sont divisés en délégations (dirigées par des délégués), municipalités (dirigées par des maires) et imadas (dirigées par des omdas).
| Carte | Gouvernorat (code ISO 3166-2:TN) | Création        | Chef-lieu              | Population (2024) | Superficie (km2) | Délégations (2024) | Municipalités | Imadas (2024) | Notes                                                                                    |
| ----- | -------------------------------- | --------------- | ---------------------- | ----------------- | ---------------- | ------------------ | ------------- | ------------- | ---------------------------------------------------------------------------------------- |
|       | Ariana (code TN-12)              | 3 décembre 1983 | Ariana                 | 668 552           | 482              | 7                  | 7             | 48            | Partie du gouvernorat de Tunis                                                           |
|       | Béja (code TN-31)                | 21 juin 1956    | Béja                   | 311 417           | 3 740            | 9                  | 12            | 101           | Anciens caïdats de Béjà, Medjez El Bab et Téboursouk                                     |
|       | Ben Arous (code TN-13)           | 3 décembre 1983 | Ben Arous              | 722 828           | 761              | 12                 | 13            | 75            | Partie du gouvernorat de Tunis                                                           |
|       | Bizerte (code TN-23)             | 21 juin 1956    | Bizerte                | 607 388           | 3 750            | 14                 | 17            | 101           | Anciens caïdats de Bizerte et Mateur                                                     |
|       | Gabès (code TN-81)               | 21 juin 1956    | Gabès                  | 410 847           | 7 166            | 13                 | 16            | 73            | Anciens caïdats de Gabès, Matmata et Djerba                                              |
|       | Gafsa (code TN-71)               | 21 juin 1956    | Gafsa                  | 388 776           | 7 807            | 13                 | 13            | 76            | Anciens caïdats de Gafsa et Sidi Bouzid                                                  |
|       | Jendouba (code TN-32)            | 21 juin 1956    | Jendouba               | 404 352           | 3 100            | 9                  | 14            | 95            | Anciens caïdats de Souk El Arba, Souk El Khemis et Aïn Draham                            |
|       | Kairouan (code TN-41)            | 21 juin 1956    | Kairouan               | 600 803           | 6 712            | 13                 | 19            | 114           | Anciens caïdats de Kairouan et Pichon                                                    |
|       | Kasserine (code TN-42)           | 21 juin 1956    | Sbeïtla puis Kasserine | 492 741           | 8 260            | 13                 | 19            | 105           | Anciens caïdats de Thala et Sbeïtla                                                      |
|       | Kébili (code TN-73)              | 1981            | Kébili                 | 183 201           | 22 454           | 7                  | 9             | 43            | Partie du gouvernorat de Tozeur                                                          |
|       | Le Kef (code TN-33)              | 21 juin 1956    | Le Kef                 | 237 686           | 5 081            | 12                 | 15            | 87            | Anciens caïdats du Kef, de Tajerouine, Maktar et Siliana                                 |
|       | Mahdia (code TN-53)              | 5 juin 1974     | Mahdia                 | 449 985           | 2 878            | 13                 | 18            | 98            | Partie des gouvernorats de Sfax et Sousse                                                |
|       | La Manouba (code TN-14)          | 31 juillet 2000 | La Manouba             | 418 354           | 1 137            | 8                  | 10            | 47            | Partie du gouvernorat de l'Ariana                                                        |
|       | Médenine (code TN-82)            | 21 juin 1956    | Médenine               | 537 255           | 9 167            | 9                  | 10            | 94            | Anciens caïdats de Médenine et Tataouine                                                 |
|       | Monastir (code TN-52)            | 5 juin 1974     | Monastir               | 599 769           | 1 024            | 13                 | 31            | 79            | Partie du gouvernorat de Sousse (anciens caïdats de Monastir, Mahdia, Jemmal et Souassi) |
|       | Nabeul (code TN-21)              | 21 juin 1956    | Nabeul                 | 863 172           | 2 840            | 16                 | 28            | 101           | Anciens caïdats de Nabeul et Soliman                                                     |
|       | Sfax (code TN-61)                | 21 juin 1956    | Sfax                   | 1 047 468         | 7 545            | 16                 | 23            | 125           | Anciens caïdats de Sfax, Djebeniana et Mahrès                                            |
|       | Sidi Bouzid (code TN-43)         | 1973            | Sidi Bouzid            | 489 991           | 7 400            | 14                 | 17            | 110           | Partie des gouvernorats de Gafsa, Kasserine et Sfax                                      |
|       | Siliana (code TN-34)             | 5 juin 1974     | Siliana                | 216 242           | 4 642            | 11                 | 12            | 86            | Partie des gouvernorats de Béja et du Kef                                                |
|       | Sousse (code TN-51)              | 21 juin 1956    | Sousse                 | 762 281           | 2 669            | 16                 | 18            | 103           | Anciens caïdats de Sousse, Monastir, Mahdia, Jemmal et Souassi                           |
|       | Tataouine (code TN-83)           | 2 mars 1981     | Tataouine              | 162 654           | 38 889           | 8                  | 7             | 63            | Partie du gouvernorat de Médenine                                                        |
|       | Tozeur (code TN-72)              | 21 juin 1956    | Tozeur                 | 120 036           | 5 593            | 6                  | 6             | 35            | Anciens caïdats de Tozeur et Kébili                                                      |
|       | Tunis (code TN-11)               | 21 juin 1956    | Tunis                  | 1 075 306         | 288              | 21                 | 8             | 158           | Médina de Tunis et anciens caïdats de la Banlieue et de Zaghouan                         |
|       | Zaghouan (code TN-22)            | 1976            | Zaghouan               | 201 065           | 2 820            | 6                  | 8             | 48            | Partie des gouvernorats de Béja, Bizerte, Nabeul et Tunis et Banlieue                    |

## Histoire
Ce système est mis en place par le décret du 21 juin 1956. Ce dernier organise l'administration régionale, désormais assurée par des gouverneurs, des secrétaires généraux et des délégués. La loi-cadre, adoptée en conséquence, supprime les charges de :
- 38 caïds en exercice dont le Cheikh El Médina de Tunis ;
- 49 kahias en exercice et cinq en surnombre ;
- 77 khalifas en exercice et 18 en surnombre.

Le corps des gouverneurs qui prend le relais des autorités caïdales est choisi parmi les cadres du Néo-Destour. Le makhzen, formé des familles qui contrôlaient l'administration régionale, est démantelé. Justifiant la décision, le Premier ministre Habib Bourguiba déclare, devant le Conseil national du Néo-Destour, le 23 juin 1956 : 
« Nous avons estimé nécessaire d'épurer ces cadres pour assurer une coopération basée sur le respect réciproque entre l'État personnifié dans ses représentants et le peuple qui doit respecter en eux, non plus les agents de la colonisation, mais les serviteurs de l'intérêt public. Pour la grande majorité de cadres touchés par l'épuration, le coup a été dur. Certains en souffrent terriblement. Mais nous étions dans une nécessité inéluctable. »
Quatorze gouvernorats sont apparus avec l'indépendance. Cinq ont été créés en 1974, à l'intérieur du pays, traduisant ainsi la volonté politique de déconcentration administrative et de rattrapage socio-économique de l'ouest de la Tunisie. Trois gouvernorats ont été par la suite mis en place au sud-ouest (Kébili, Tozeur et Tataouine) tandis que le gouvernorat de Tunis était divisé en trois (Tunis, Ben Arous et Ariana). Enfin, en 2000, le gouvernorat de l'Ariana est scindé en deux avec l'autonomisation de sa partie sud qui constitue le gouvernorat de la Manouba.

## Administration
Le gouverneur, « dépositaire » de l'autorité de l'État, est personnellement responsable de l'administration du gouvernorat. À côté de ces compétences spécifiques, il est également officier de police judiciaire. Assisté par l'administration régionale, des délégués, des chefs de secteurs (également officiers de police judiciaire et officiers d'état civil) et d'un secrétaire général, il peut déléguer une partie de ses pouvoirs. Toutefois, cette délégation est soumise à une limite dans le temps et doit faire l'objet d'une approbation du ministre de l'Intérieur.
Trente-trois ans après le décret de 1956, le décret du 24 mars 1989 autorise les ministres à déléguer un champ plus large de matière ou de compétence spécifique au gouverneur. Dans le même temps, trois institutions consultatives sont créées pour aider les gouverneurs, délégués et chefs de secteurs à accomplir leurs missions :
- conseil local de développement : il est composé des présidents de municipalités ou d'arrondissements municipaux compris dans la délégation, des présidents des conseils ruraux, des chefs de secteurs, des représentants des services extérieurs de l'administration et des établissements publics compris dans la délégation. Il est présidé par le délégué ;
- conseil rural : il est créé dans les zones urbaines non-érigées en communes (imadas). Ses membres sont nommés pour trois ans par le gouverneur à raison d'un membre pour 1000 habitants (minimum de cinq membres et maximum de dix) ;
- comité de quartier : il apparaît dans le décret du 22 mai 1992[11] mais n'a pas d'assise légale à ce jour.

Aux côtés du gouverneur se trouvait le conseil régional. Organe consultatif présidé par le gouverneur, un tiers des membres sont élus, les autres étant désignés par le gouverneur parmi les présidents des conseils ruraux, les députés, les présidents de municipalités, etc. Il est chargé d'examiner « toutes les questions intéressant le gouvernorat dans les domaines économiques, sociaux et culturels ».
Il donne ainsi son avis sur les programmes et projets que l'État envisage de réaliser dans le gouvernorat, arrête le budget du gouvernorat et les impôts perçus au profit de la collectivité publique et établit des relations de coopération avec des instances étrangères de niveau régional (après approbation du ministre de l'Intérieur).
L'article 133 de la Constitution du 10 février 2014 prévoit l'élection des Conseils régionaux au suffrage universel. Ceux-ci doivent administrer librement les régions, lesquelles constituent des collectivités territoriales décentralisées, jouissant de l'autonomie administrative et financière. Leurs prérogatives sont fixées par le Code des collectivités locales. Quoique partageant le même espace territorial, le gouvernorat et la région ne doivent pas être confondus, le gouvernorat étant une division administrative déconcentrée, sans personnalité juridique ni autonomie, alors que la région représente un pouvoir décentralisé.
À partir de 2023, un district se compose de plusieurs gouvernorats. Le district 1 se compose des gouvernorats de Bizerte, de Béja, de Jendouba et du Kef. Le district 2 se compose des gouvernorats de Tunis, de l'Ariana, de Ben Arous, de Zaghouan, de La Manouba et de Nabeul. Le district 3 se compose des gouvernorats de Siliana, de Sousse, de Kasserine, de Kairouan, de Monastir et de Mahdia. Le district 4 se compose des gouvernorats de Tozeur, de Sidi Bouzid, de Sfax et de Gafsa. Enfin, le district 5 se compose des gouvernorats de Tataouine, de Gabès, de Kébili et de Médenine.